# شمس‌آباد (اردکان)
شمس آباد نام روستایی است که در ۳۵ کیلومتری اردکان نائین از توابع شهرستان اردکان کنار جاده سنتو با حدود ۱۵۰ خانوار و حدود ۷۰۰ نفر جمعیت قرار دارد.
اشتغال کار اصلی مردم روستای شمس آباد، کشاورزی و پرورش انار است. روستای شمس آباد نیز همانند اکثریت روستاهای ایران دچار مشکل مهاجرت جوانان به شهرهای بزرگ جهت پیدا کردن کار مناسب و امکانات رفاهی بیشتر است و از همین روی بیشتر جمعیت جوان این روستا به شهرهای بزرگ مهاجرت کرد و می‌کنند.
زنان این روستا در کنار خانه داری و کشاورزی غالباً به قالی بافی به سبک نایین مشغول می‌باشند.
روستای شمس آباد دارای ۲ قنات بنامهای سفت آباد و شمس آباد است.
مردم این روستا از یک حلقه چاه آب عمیق برای رفع  اولیه خود استفاده می‌نمایند.

## مکان های تاریخی
این روستا نسبتاً قدیمی بوده و در آن آثار باستانی زیر وجود دارد:
۱- آب انبار قدیمی با سبک معماری جالب توجه که هم اکنون نیز به منظور تأمین آب آشامیدنی مردم این روستا از آن استفاده می‌گردد.
۲- مسجد جامع که در محل درب قدیمی ورود آن تاریخچه آن روی سنگ با اشعاری حک شده‌است.
۳- قلعه قدیمی با چهار برج بزرگ و یک دروازه که احتمالاً محل اولیه روستا در آن قرار داشته‌است.
4 - برج لنگه با گذرگاه زیر زمینی هست که راه بین قلعه و برج ها را وصل  میکند.
5- صفه پایین در بین اهالب به تسمه شهرت دارد.
1. ↑  «شمس آباد – اردكان – يزد – سایت روستاهای ایران». دریافت‌شده در ۲۰۲۳-۰۶-۲۴.
2. ↑  «روستای شمس اباد اردکان اطلاعات گردشگری - آدرس مپ». ۱۴۰۲-۰۳-۲۹\۱۳:۱۶:۴۲. دریافت‌شده در 2023-06-24. تاریخ وارد شده در |تاریخ= را بررسی کنید (کمک)